# Anelaphus misellus
Anelaphus misellus là một loài bọ cánh cứng trong họ Cerambycidae.